# 평균대

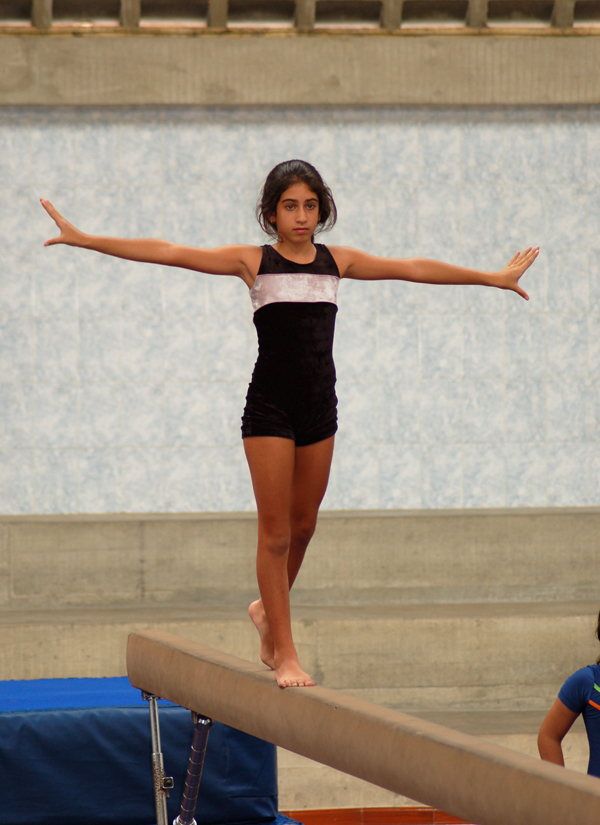
평균대

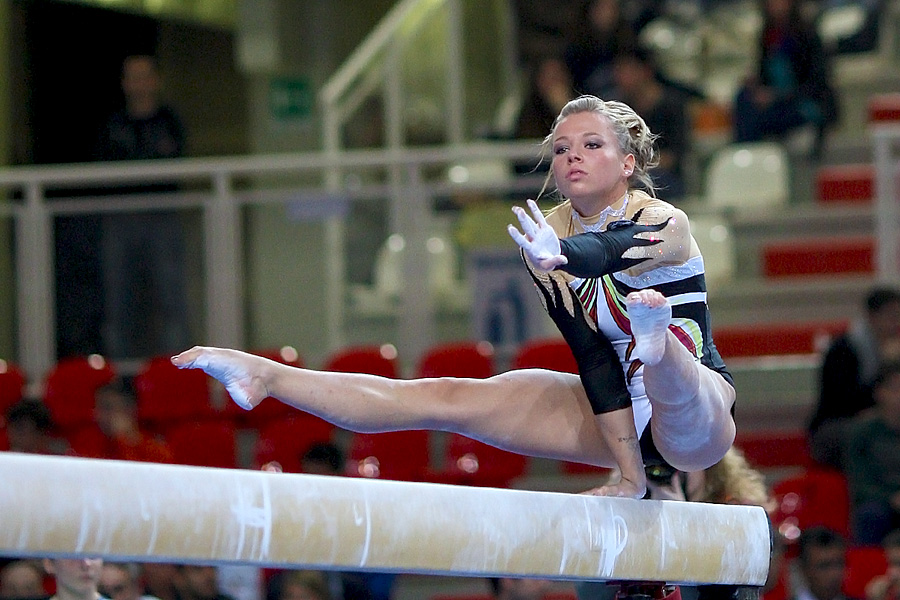
Dorina Böczögő, 2012.

평균대(平均臺)는 체조 기구의 일종이며, 그것을 사용한 체조 종목의 명칭이다. 폭 10cm 정도의 긴 들모 모양을 하나의 측면이 수평이 되도록 지주 또는 받침대에 고정한 기구이며, 선수가 수평면에서 연기한다. 여자 종목으로만 실시하고 있다.

## 개요
여자에게 가장 적합한 운동으로, 좁은 평균대 위에서 몸의 유연성이나 몸의 중심을 이동시키는 평형성과 함께 연속 동작의 미적 표현이 조화를 이루어야 한다.
평균대는 높이 100-120cm, 길이 500cm, 폭 10cm이고, 연기는 보통 걸음·구보·뜀뛰기 기술, 약간의 평균 동작, 무용과 같은 움직임, 회전 기술, 몸돌리기 기술을 조화있게 구성하여, 우아하고 유연한 연기를 펼쳐야 한다. 정지 기술이 인정되는 것은 3회로서, 3회가 넘었을 경우에는 감점된다.
철봉이나 뜀틀 운동의 연기처럼 스피드를 필요로 하지는 않지만, 여자들이 갖춘 신체적 특징을 충분히 살릴 수 있는 운동이다.